# Bukivcovo
Bukivcovo, česky a slovensky také Bukoč, Bukovec nebo Bukovcová, ukrajinsky Буківцьово, maďarsky Ungbükkös, je obec v Dubrynyčsko-Maloberezňanské venkovské komunitě, v okresu Užhorod, v Zakarpatské oblasti na západě Ukrajiny. Leží na jihovýchodním okraji Lemkoviny. V roce 2001 zde žilo 227 obyvatel.

## Název
1582 – Bukóc, 1768 – Bukócz, 1773- Bukocz, 1800 – Alsó Bukócz, Felső Bukócz, 1808 – Bukócz, Bukowec, Bukowce, 1851-Bukócz, 1913 – Ungbükkös, 1922 Bukoč, 1925 – Bukovec, Bukoc, Bukocova, 1930 – Bukovcová, 1944 – Ungbukóc, 1983 – Буківцеве, Буковцево, 1995 – Буківцьово.

## Historie
První písemná zmínka o této obci pochází z roku 1582, kdy ves byla uvedena jako Bukóc. Do uzavření Trianonské smlouvy byla obec součástí Uherska, poté byla součástí Československa. Od roku 1945 byla součástí Ukrajinské sovětské socialistické republiky, která byla součástí SSSR. Od roku 1991 je obec součástí nezávislé Ukrajiny.

## Církevní stavby
- Cerkev svaté Anny, z roku 1791, národní kulturní památka[3][pozn. 1]
- Ženský klášter Nejsvětější Trojice, zal. v roce 2015